# Cochranella flavopunctata
Cochranella flavopunctata là một loài ếch thuộc họ Centrolenidae.
Loài này có ở Colombia và Ecuador.
Môi trường sống tự nhiên của chúng là rừng ẩm vùng đất thấp nhiệt đới hoặc cận nhiệt đới, vùng núi ẩm nhiệt đới hoặc cận nhiệt đới, và sông ngòi.